# Harcanville
Harcanville är en kommun i departementet Seine-Maritime i regionen Normandie i norra Frankrike. Kommunen ligger i kantonen Doudeville som tillhör arrondissementet Rouen. År 2022 hade Harcanville 525 invånare.

## Befolkningsutveckling
Antalet invånare i kommunen Harcanville
| Referens: INSEE |